# Rabbi (Trentino)

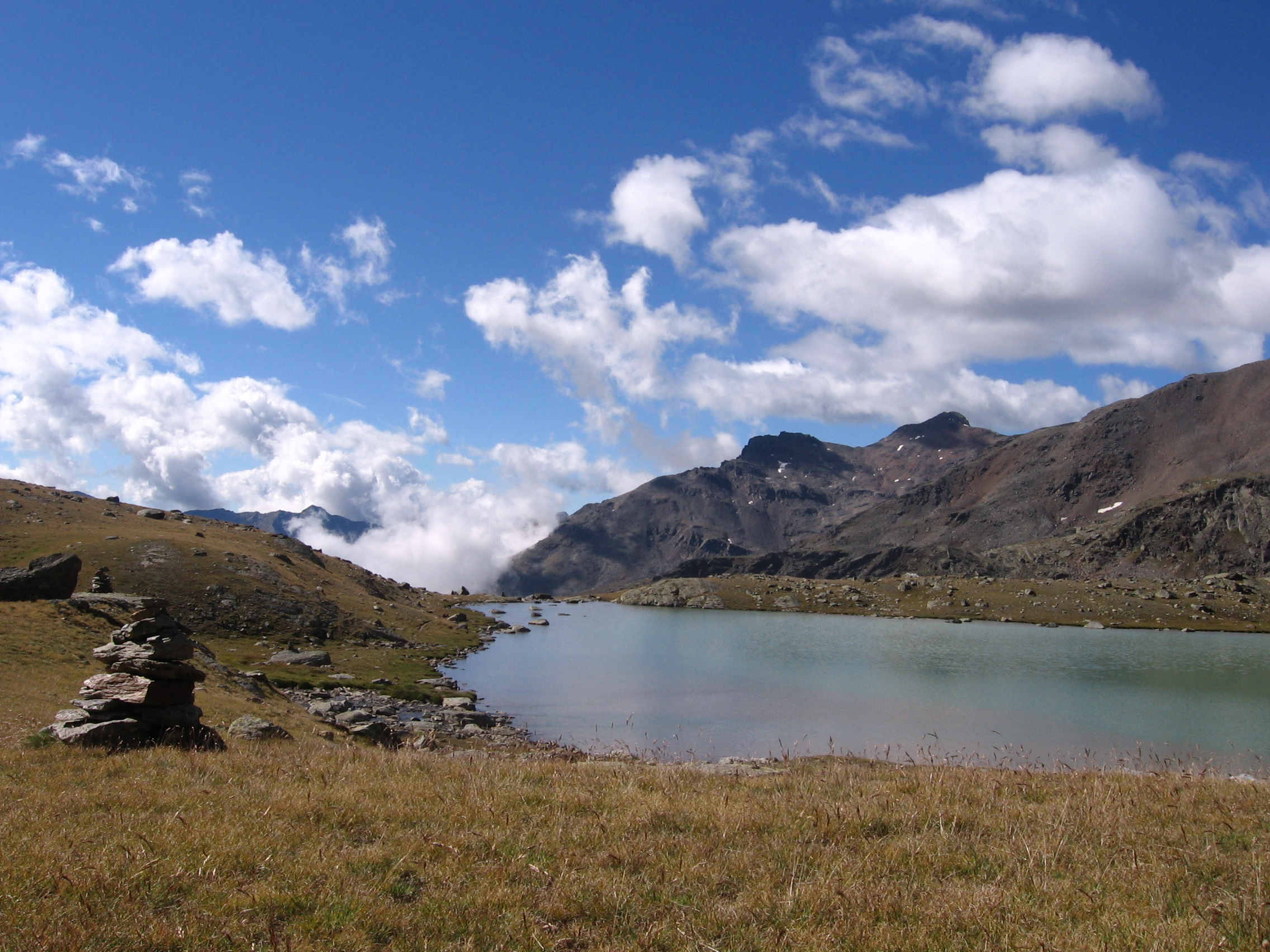
Die Laghi Sternai

Rabbi (deutsch veraltet: Rabben; im lokalen Dialekt: Rabj) ist eine italienische Gemeinde (comune) mit 1373 Einwohnern (Stand 31. Dezember 2023) im Trentino in der Region Trentino-Südtirol im Nordosten Italiens. Die Gemeinde liegt etwa 42,5 Kilometer nordnordwestlich von Trient am Nationalpark Stilfserjoch, gehört zur Talgemeinschaft Comunità della Valle di Sole und grenzt unmittelbar an Südtirol. Der Verwaltungssitz befindet sich im Ortsteil San Bernardo. Durch das Rabbital fließt der Rabbies.